# 綾部美知枝
綾部 美知枝（あやべ みちえ、旧姓: 押見、1948年11月4日 - ）は、日本の女性教育者、サッカー指導者。日本体育大学女子短期大学部卒業。静岡県清水市（現静岡市清水区）出身。元・日本サッカー協会特任理事、静岡市生活文化局文化スポーツ部参与兼サッカーのまち推進室長。日本初の女性サッカー指導者と呼ばれる人物である。

## 経歴
清水市立江尻小学校在学時に堀田哲爾からサッカーの指導を受けるが競技には傾倒せず、中学と高校では陸上競技やバレーボール、日本体育大学女子短期大学部在学時には創作ダンスに打ち込んだ。
1969年、清水市立飯田小学校に赴任。担任をすることになった2年生の生徒に誘われサッカーを始めると、恩師である堀田の下を生徒と共に訪れ指導法を学び、同小学校に「飯田ファイターズ」を結成した。当時の教え子には遠藤友則（元ACミランメディカルトレーナー）がいる。
1971年、堀田らの勧めもあって静岡県主催のコーチングスクールに女性として唯一参加。同年、オール清水（清水FCの前身）の監督に就任し風間八宏や大木武らを指導、1973年には第7回全国サッカースポーツ少年団大会に出場し準優勝に導いた。清水FCの監督としては1977年には長谷川健太、大榎克己、堀池巧らを擁して第1回全日本少年サッカー大会優勝、1981年には平岡宏章、古賀琢磨らを擁して第5回大会で3位に導いた。
その後も小学校教員を務めながら少年サッカーの辻サッカースポーツ少年団や西河内小スポーツ少年団 や浜田サッカースポーツ少年団 や清水FC、女子サッカーの清水FCママの指導に携わった。綾部はさまざまな指導法を工夫して少年らの育成に取り組んだが、細やかな指導法は各指導者からも一目置かれていた。
1994年、清水市教育委員会スポーツ振興課に異動し、サッカーのまち推進担当に就任すると、翌1995年よりサッカーのまち推進室室長を務め、清水ナショナルトレーニングセンター構想の実現に携わった。2003年の静岡市との合併後も同市サッカーのまち推進室長などを務めた。
1996年、日本サッカー協会 (JFA) 特任理事に就任し、2000年の役員改選で理事に昇格。以後4種大会副部会長などを務めたが、2010年7月の役員改選で野田朱美と入れ替わる形で理事を退き、再び特任理事となり、同リスペクト・フェアプレー委員、同4種大会部会長などを務めた。
2016年3月、JFAの組織改正に伴い特任理事を退任し、名誉役員に就任した。このほか、清水エスパルス後援会常任理事、静岡県サッカー協会評議員、ホテルセンチュリー静岡の営業部付支配人を務めている。

## 受賞歴
- 1994年 エイボン女性年度賞（スポーツ賞）[28]
- 1998年 朝日スポーツ賞[29]
- 2009年 静岡市体育協会功労章[30]
- 2014年 静岡市体育協会功労章[31]
- 2022年 日本サッカー殿堂入り[32]
- 2023年 日本プロスポーツ大賞スポーツ功労者賞（女子プロサッカー）[33]

## 著書
- 『日本サッカーがワールドカップで勝つ日』国士舘大学体育・スポーツ科学学会、2004年。ISBN 978-4900442306。 - 山本昌邦、布啓一郎、大澤英雄との共著